# Liste des lieux patrimoniaux du comté de Hastings
Cet article recense les lieux patrimoniaux de comté de Hastings en Ontario inscrits au répertoire des lieux patrimoniaux du Canada, qu'ils soient de niveau provincial, fédéral ou municipal.

## Liste
| [ 1 ] | Lieu patrimonial                                                 | Illustration                                                     | Municipalité | Adresse                               | Coordonnées      | No    | Constr. | Prot.                                | Rec. | Notes |
| ----- | ---------------------------------------------------------------- | ---------------------------------------------------------------- | ------------ | ------------------------------------- | ---------------- | ----- | ------- | ------------------------------------ | ---- | ----- |
| F     | Ancienne gare ferroviaire du Grand Trunk (Canadien National)     | Téléverser                                                       | Belleville   | Station Street (at North Lingham St.) | 44.179 -77.376   | 4552  | 1856    | Heritage Railway Station             | 1992 |       |
| P     | Bellevue Terrace                                                 | Téléverser                                                       | Belleville   | 10 Patterson Street                   | 44.1663 -77.3832 | 6302  | 1876    | Ontario Heritage Foundation Easement | 1982 |       |
| F     | Gare du Grand Tronc à Belleville                                 | Gare du Grand Tronc à Belleville                                 | Belleville   | 240 Station Street                    | 44.1789 -77.3741 | 7368  | 1856    | LHN                                  | 1973 |       |
| F     | Glanmore / Maison Phillips-Faulkner                              | Glanmore / Maison Phillips-Faulkner                              | Belleville   | 257 Bridge Street East                | 44.167 -77.3675  | 12079 | 1883    | LHN                                  | 1969 |       |
| F     | Immeuble du gouvernement du Canada                               | Téléverser                                                       | Belleville   | 11 Station Street                     | 44.1699 -77.3843 | 16123 | 1956    | Recognized Federal Heritage Building | 2001 |       |
| F     | Manège militaire                                                 | Téléverser                                                       | Belleville   |                                       | 44.1636 -77.3814 | 9706  | 1908    | Recognized Federal Heritage Building | 1992 |       |
| F     | Bâtiment 21                                                      | Téléverser                                                       | Quinte West  |                                       | 44.115 -77.539   | 11470 | 1936    | Recognized Federal Heritage Building | 1995 |       |
| F     | Bâtiment 22                                                      | Téléverser                                                       | Quinte West  |                                       | 44.115 -77.539   | 11472 | 1932    | Recognized Federal Heritage Building | 1995 |       |
| F     | Bâtiment 23                                                      | Téléverser                                                       | Quinte West  |                                       | 44.115 -77.539   | 11509 | 1937    | Recognized Federal Heritage Building | 1995 |       |
| F     | Bâtiment 29                                                      | Téléverser                                                       | Quinte West  | BFC Trenton                           | 44.1152 -77.539  | 10856 | 1934    | Recognized Federal Heritage Building | 1995 |       |
| F     | Bâtiment 49                                                      | Téléverser                                                       | Quinte West  |                                       | 44.1096 -77.5335 | 11454 | 1936    | Recognized Federal Heritage Building | 1991 |       |
| F     | Bâtiment 51                                                      | Téléverser                                                       | Quinte West  | BFC Trenton                           | 44.11 -77.53     | 11232 | 1931    | Recognized Federal Heritage Building | 1991 |       |
| F     | Bâtiment 56                                                      | Téléverser                                                       | Quinte West  | CFB Trenton                           | 44.115 -77.539   | 16104 | 1937    | Recognized Federal Heritage Building | 1995 |       |
| F     | Hangar 10                                                        | Téléverser                                                       | Quinte West  | BFC Trenton 52 North Star Drive       | 44.1151 -77.5392 | 11508 | 1962    | Recognized Federal Heritage Building | 2004 |       |
| F     | Hangar 9                                                         | Téléverser                                                       | Quinte West  | BFC Trenton 84 North Star Drive       | 44.1151 -77.5392 | 11619 | 1953    | Recognized Federal Heritage Building | 2004 |       |
| F     | Logement familial pour officiers supérieurs                      | Téléverser                                                       | Quinte West  | 18 Caribou Crescent                   | 44.1152 -77.5392 | 11621 | 1939    | Recognized Federal Heritage Building | 1995 |       |
| F     | Logements des officiers                                          | Téléverser                                                       | Quinte West  | BFC Trenton                           | 44.1152 -77.5392 | 11102 | 1934    | Recognized Federal Heritage Building | 1995 |       |
| F     | Mess des officiers                                               | Téléverser                                                       | Quinte West  |                                       | 44.1152 -77.5392 | 11511 | 1936    | Recognized Federal Heritage Building | 1995 |       |
| F     | Maison du maître-éclusier                                        | Téléverser                                                       | Quinte West  | Poste d'éclusage de Sidney            | 44.1294 -77.5881 | 10517 | 1922    | Recognized Federal Heritage Building | 1989 | [ 3 ] |
| F     | Voie navigable Trent-Severn                                      | Voie navigable Trent-Severn                                      | Quinte West  |                                       | 44.1879 -77.5936 | 4507  | 1920    | LHN                                  | 1929 | [ 4 ] |
| F     | Christ Church, la chapelle royale de Sa Majesté chez les Mohawks | Christ Church, la chapelle royale de Sa Majesté chez les Mohawks | Tyendinaga   |                                       | 44.1932 -77.0791 | 13573 | 1843    | LHN                                  | 1995 |       |